# Otto Bock (køkkenchef)
 For alternative betydninger, se Otto Bock. (Se også artikler, som begynder med Otto Bock)
Otto Bock (1883 - 1947) var en dansk køkkenchef.
Han blev udlært som kok på Hotel Phønix og rejste derefer til udlandet, hvor han i en periode var hos Auguste Escoffier på Carlton Hotel i London. I 1913 blev han køkkenchef på Hotel d’Angleterre i København, og var fra 1930 selvstændig restauratør og caterer. Han oversatte og bearbejdede i 1927 Escoffiers Ma Cuisine, 1. udgave 1908, med titelen A.Escoffier's store Kogebog.
I 1987 kom nogle af hans efterladte papirer til Det Kongelige Biblioteks håndskriftafdeling, og samme år udkom hans Gastronomisk Kalender på Finn Jacobsens Forlag. Den er på mere end 800 sider i fire bind og giver menuforslag til årets 365 dage med toretters frokost og treretters middag.